# موزه ملی آمستردام

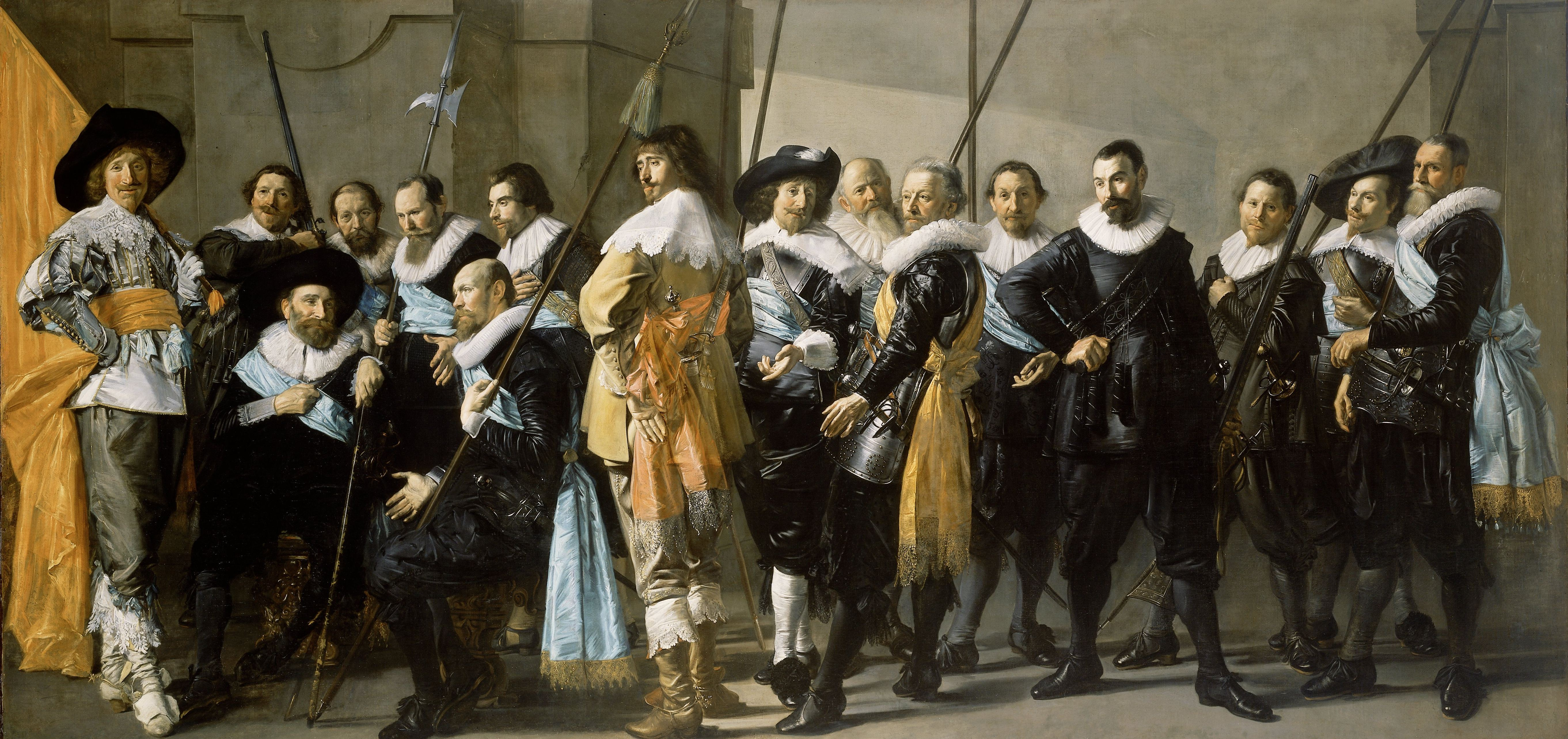
تابلوی گروهان نحیف، اثر نیمه‌کاره فرانس هالس که پیتر کوده آن را تمام کرد، در مالکیت موزه رایکس قرار دارد.

موزه ملی آمستردام (به هلندی: Rijksmuseum) (به انگلیسی: National museum) همچنین معروف به موزه امپراتوری (رَیکس‌موزئوم)، بزرگ‌ترین موزه هلند و یکی از غنی‌ترین موزه‌های اروپا محسوب می‌شود. این موزه که به آثار فرهنگی و هنری اختصاص دارد در میدان موزه شهر آمستردام قرار دارد.

## تاریخچه
این موزه در اصل در سال ۱۸۰۰ میلادی در شهر لاهه ساخته شد ولی در ۱۸۰۸ به آمستردام منتقل شد. بنای کنونی موزه در سال ۱۸۳۵ گشایش یافت. این ساختمان از سال ۲۰۰۳ تا ۲۰۱۳ (به مدت ده سال) در حال نوسازی بود و در نهایت با حضور ملکه هلند در آوریل ۲۰۱۳ دور تازه فعالیت‌های خود را در آغاز کرد. نوسازی موزه ۳۷۵ میلیون یورو هزینه دربرداشت.
موزه ملی آمستردام حدود یک میلیون اثر هنری در اختیار دارد که مربوط به سال‌های ۱۲۰۰ تا ۲۰۰۰ است. حدود هشت هزار اثر در موزه به نمایش عمومی درآمده است. موزه مجموعه کوچکی از هنر آسیا را نیز در خود دارد.

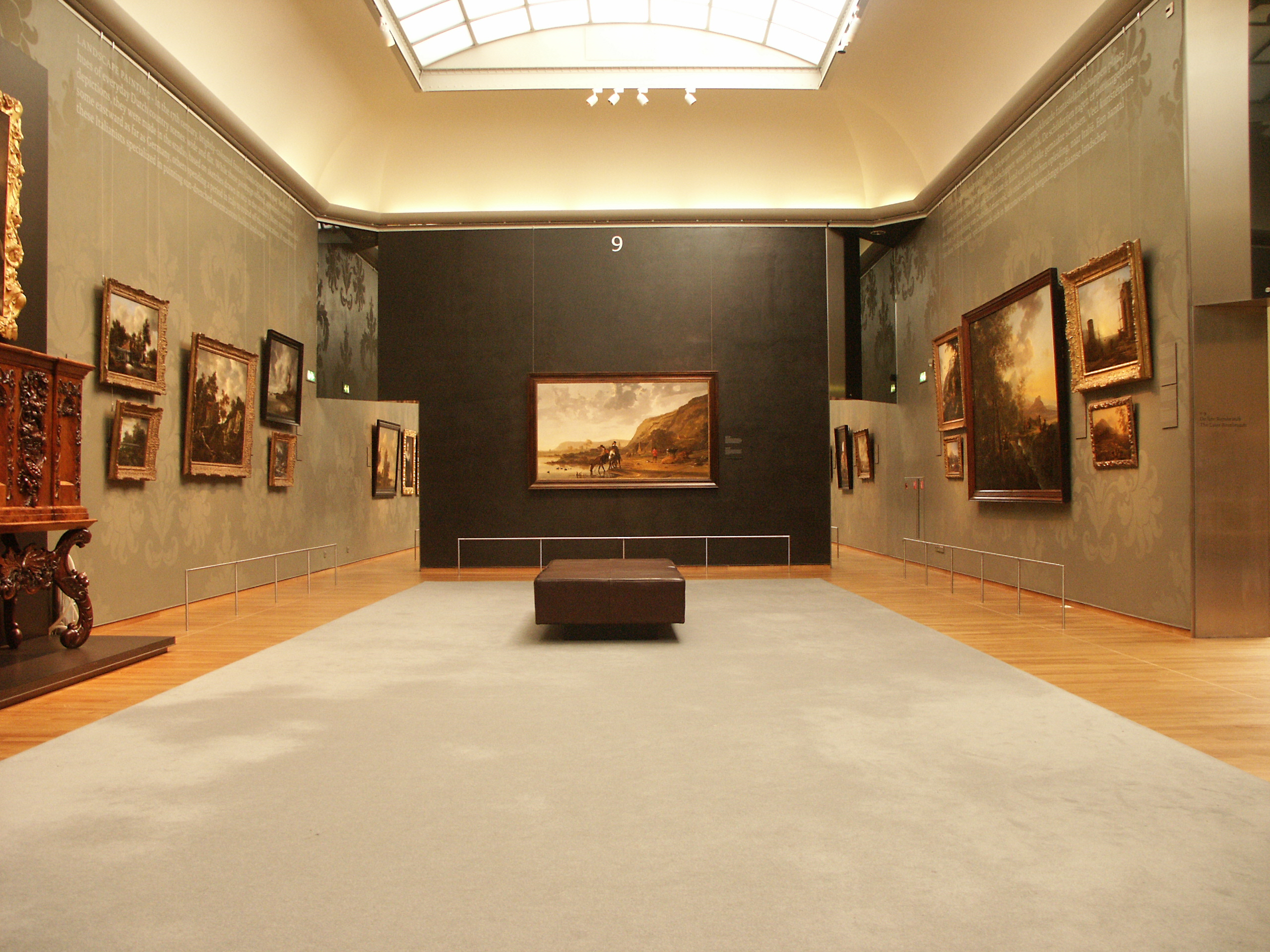
نمایی از داخل موزه امپراتوری

موزه امپراتوری مجموعه‌ای شاهکارهای نقاشان «دوران طلایی هلند» را در خود جای داده است مانند «نگهبان شب» اثر رمبراند.
گزیده‌ای از شاهکارهای موجود در موزه ملی آمستردام در فرودگاه آمستردام (اسخیپول) نیز به صورت دایمی و روزانه نمایش داده می‌شود. این آثار در بخشی از فرودگاه که «بلوار هلند» نامیده شده به دوستداران هنر ارائه شده است.

## نگارخانه

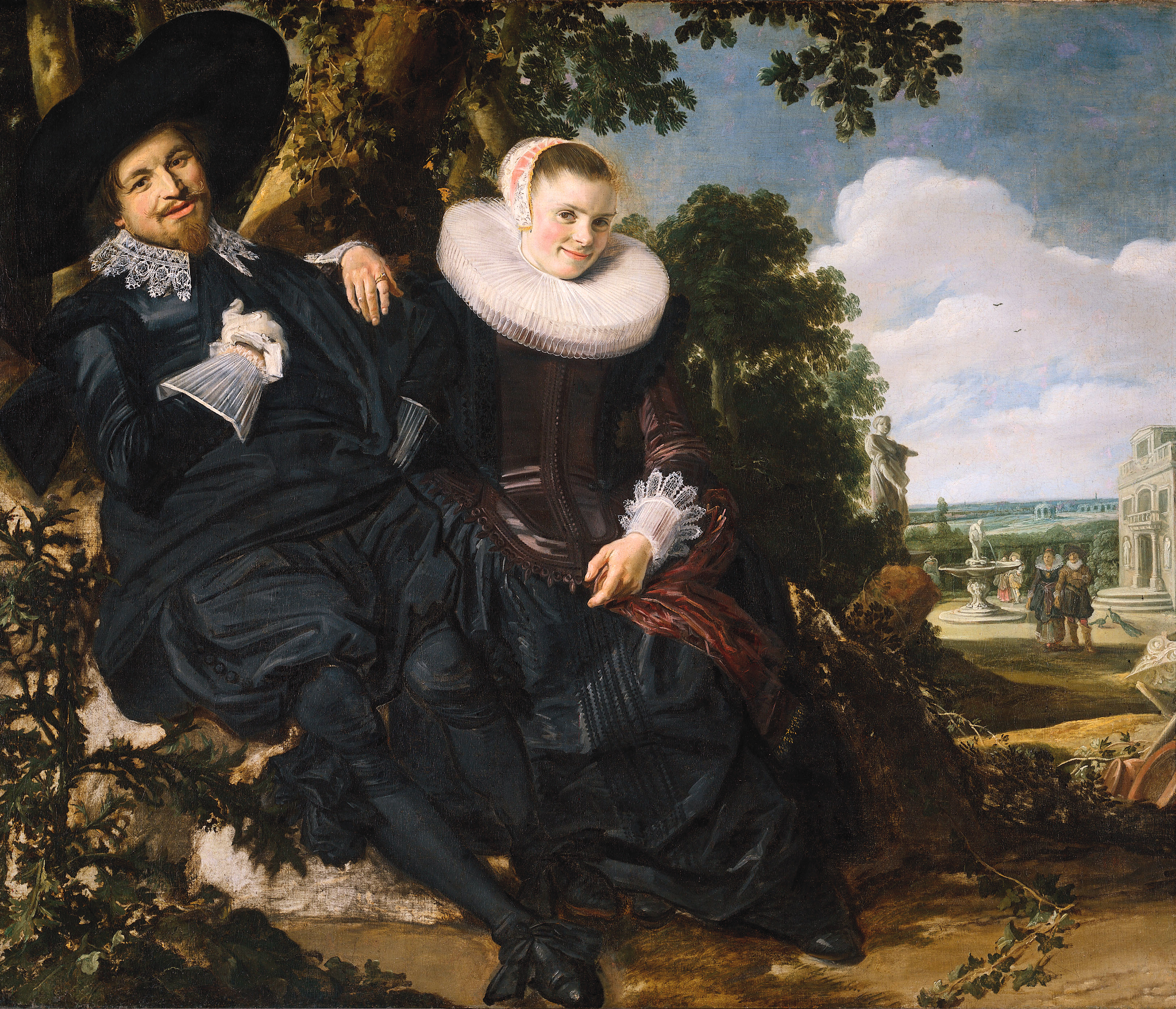
پُرترهٔ زوج جوان ۱۶۲۲ م. اثر فرانس هالس
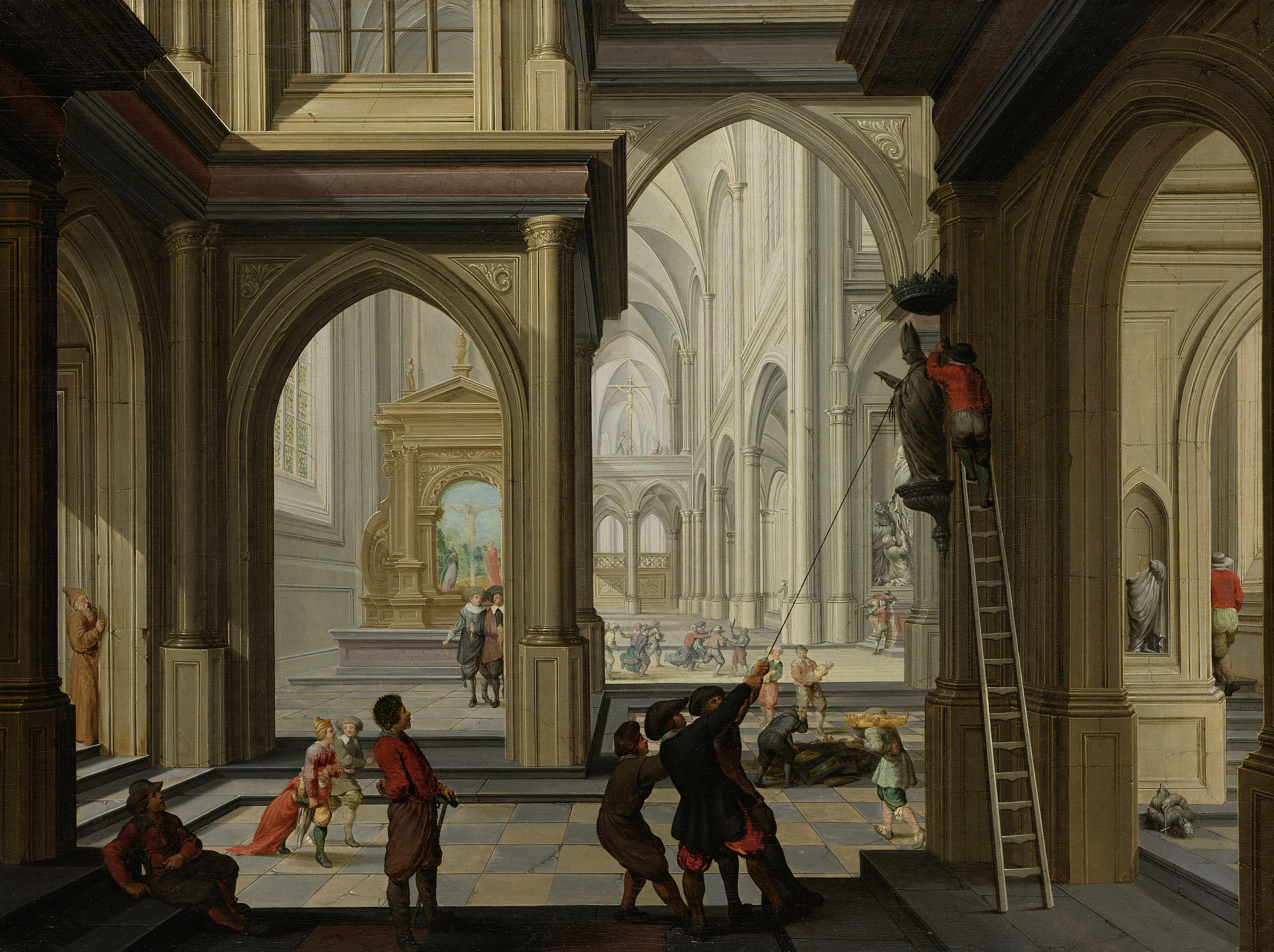
طوفان شمایل ۱۶۳۰ م. اثر دیرک وَن دِلِن
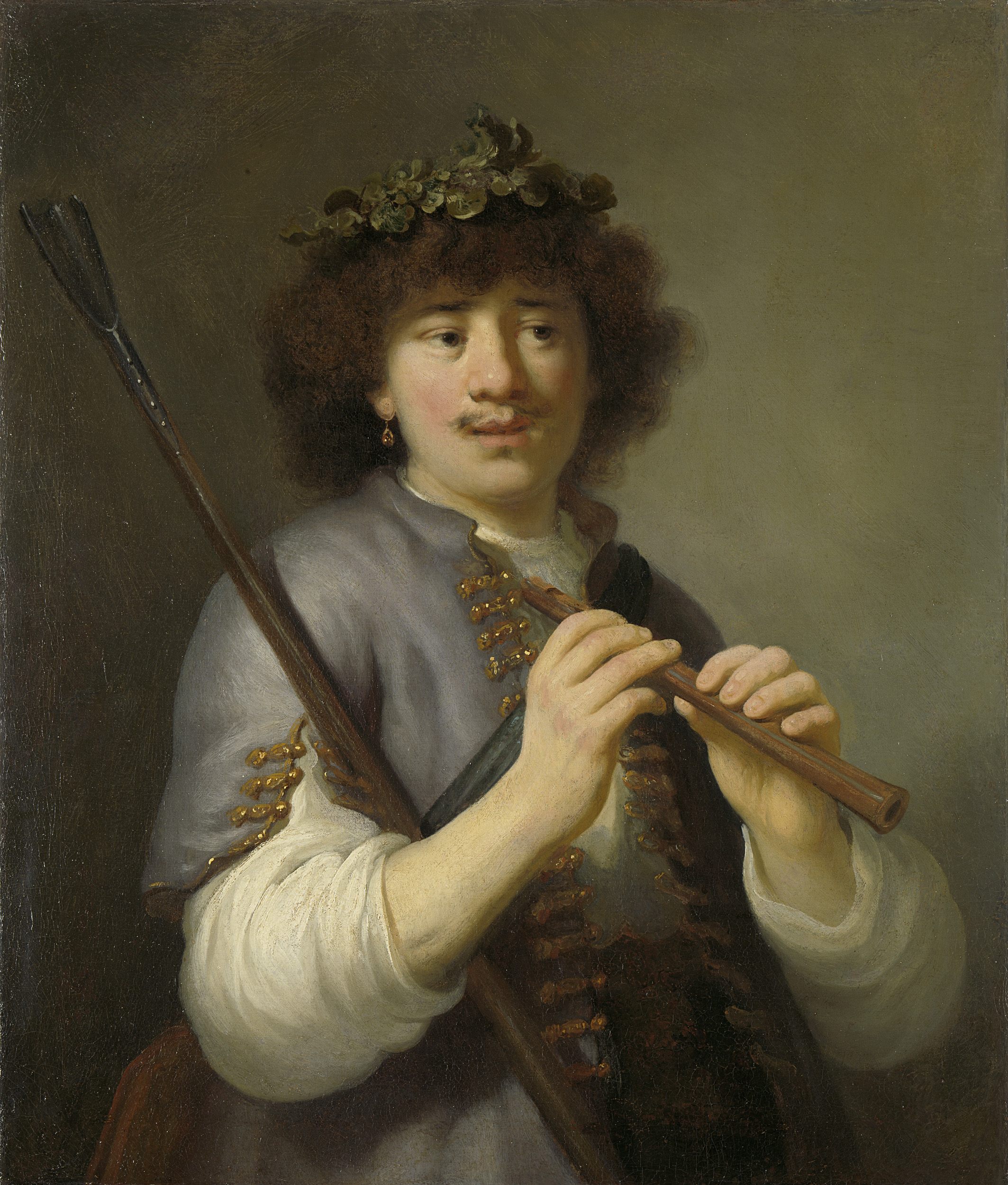
رامبرانت: چوپان با عصا و فلوت ۱۶۳۶ م. اثر خوفرت فلینک
نگهبانِ شب ۱۶۴۲ م. اثر رامبرانت
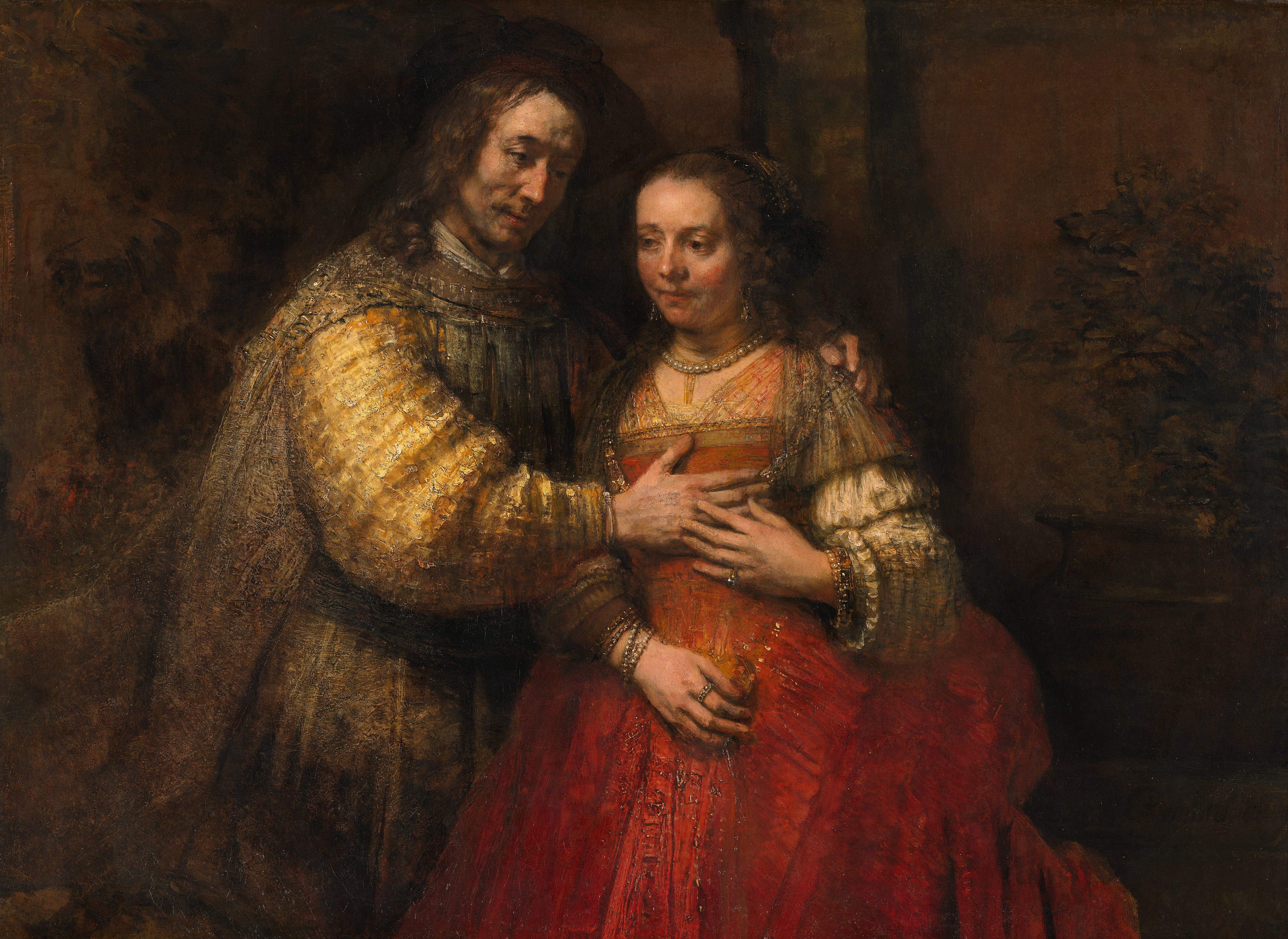
عروس یهودی ۱۶۶۶ م. اثر رامبرانت
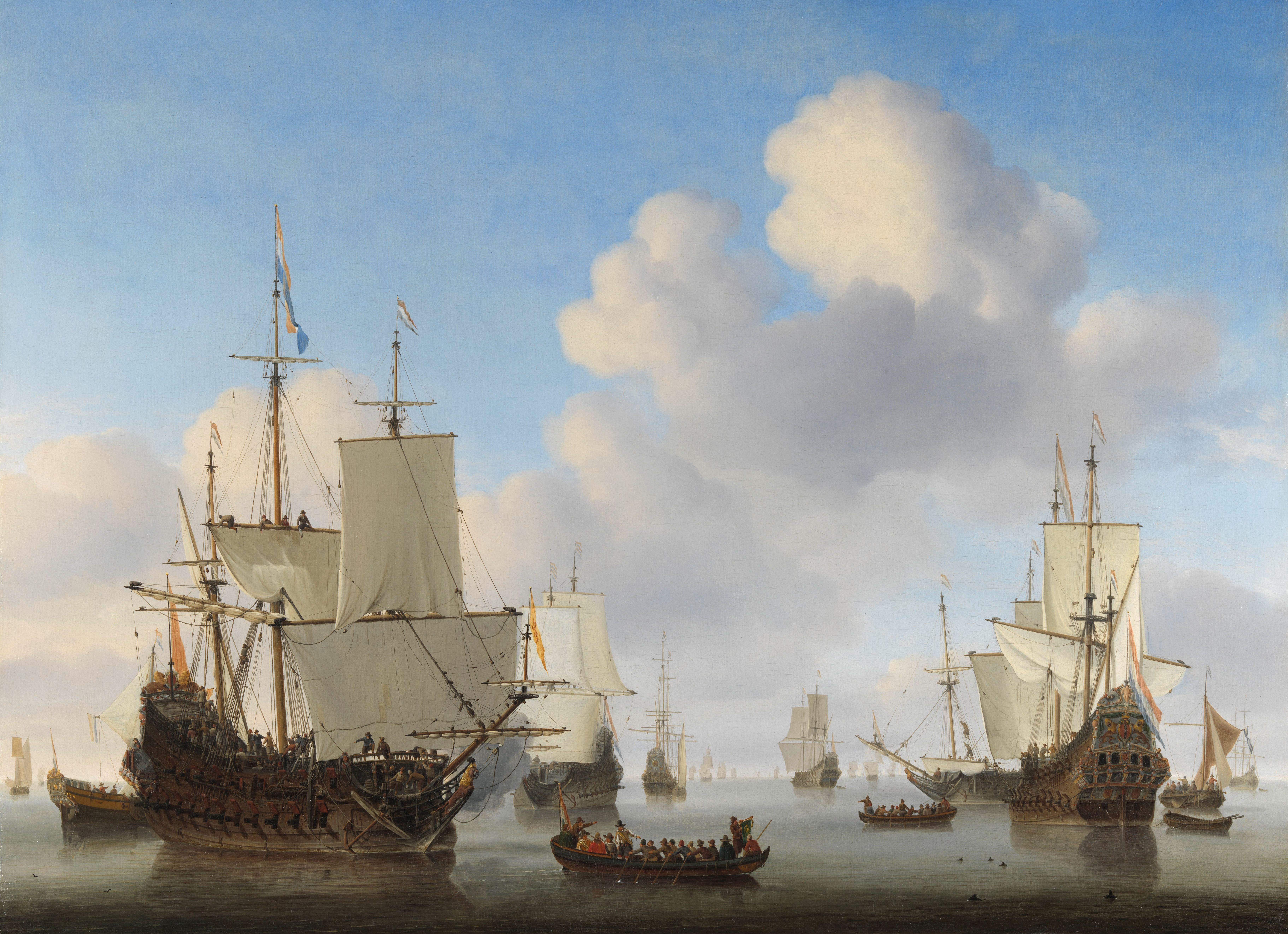
کشتی‌های هلندی در دریای آرام حوالی ۱۶۶۵ م. اثر ویلم فان دو فلده پسر
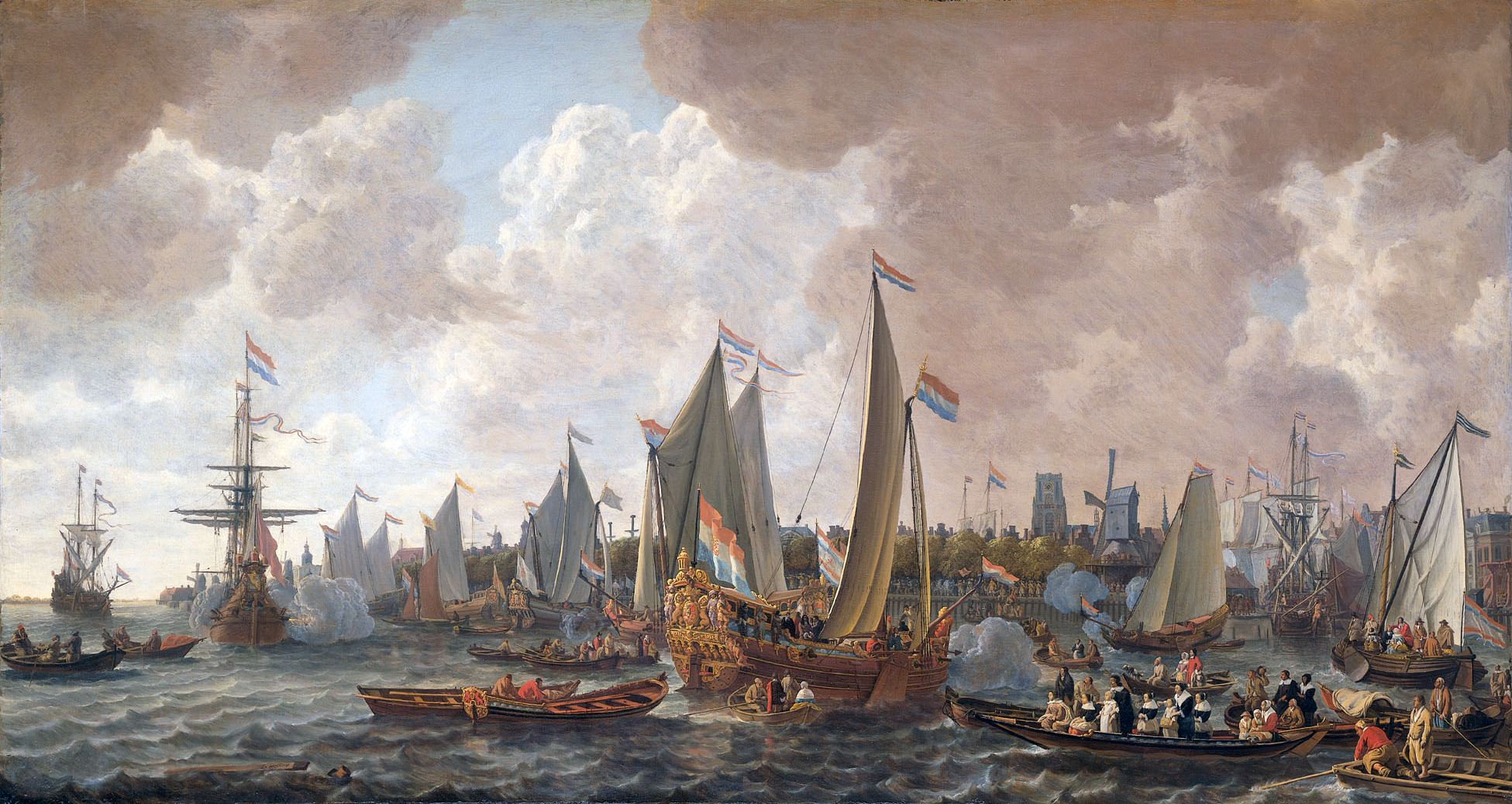
ورود شاه چارلز دوم انگلستان به روتردام، ۲۴ مه ۱۶۶۰ اثر VERSCHUIER
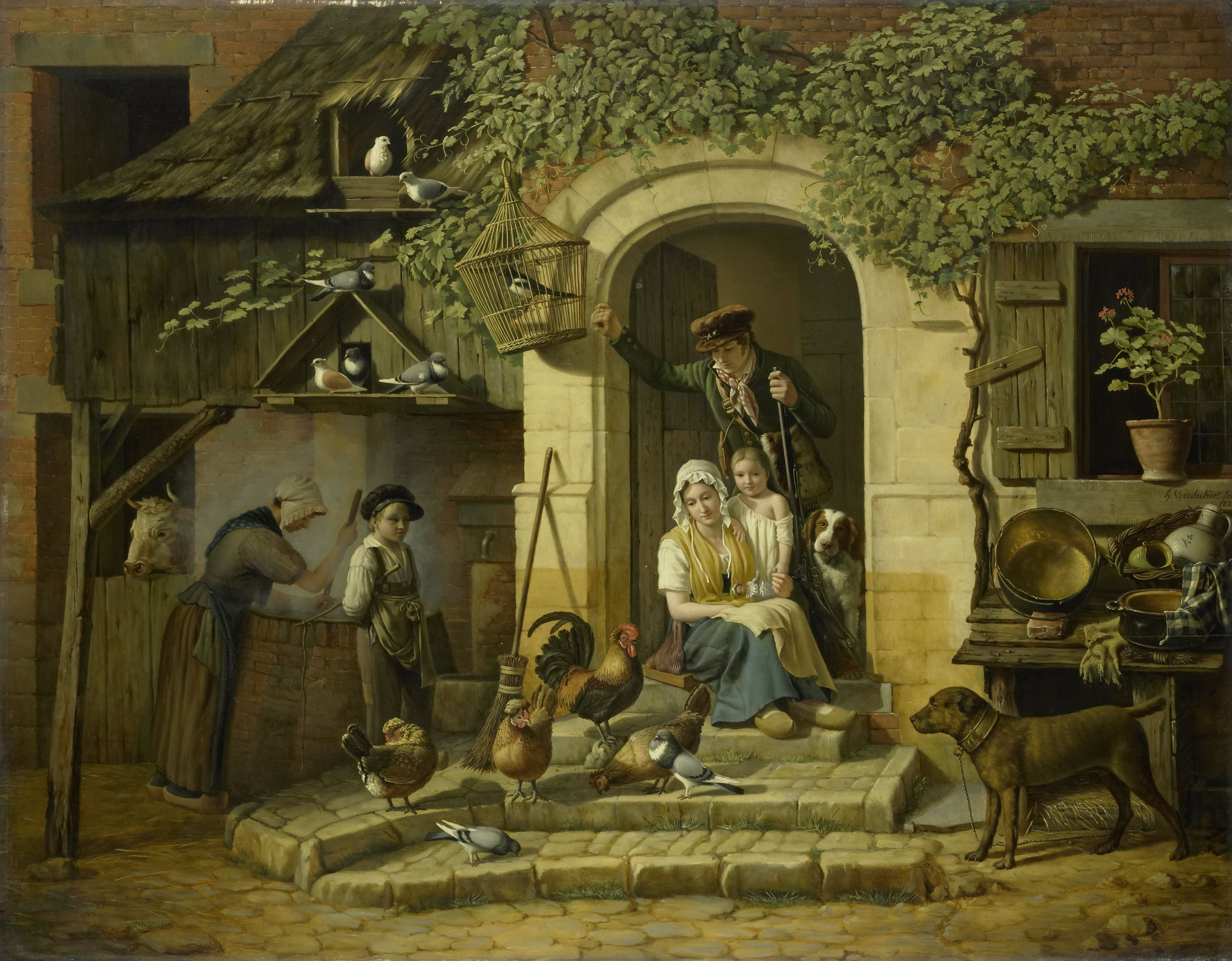
خانه شکارچی، ۱۸۲۶ م
اثر هنری ووردکر